# Diebitsch (Adelsgeschlecht)

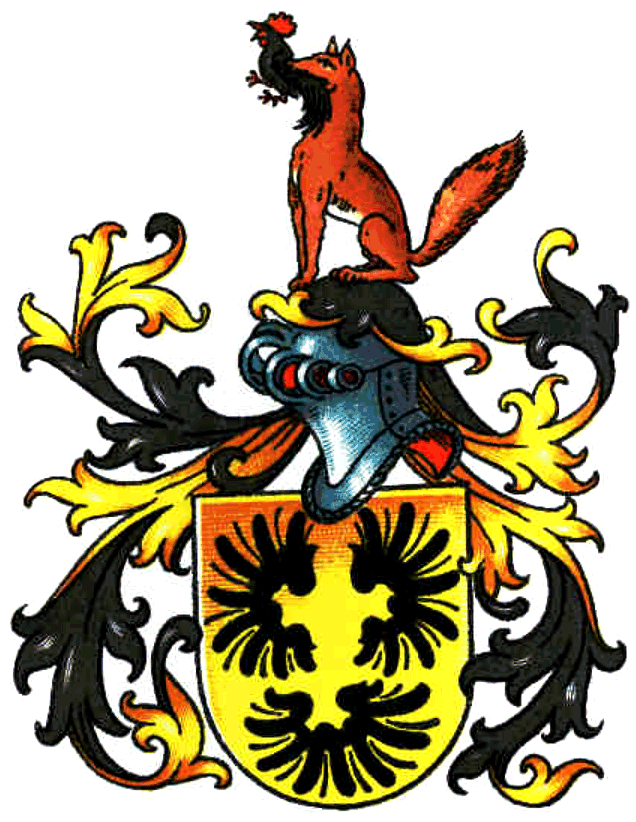
Wappen derer von Diebitsch

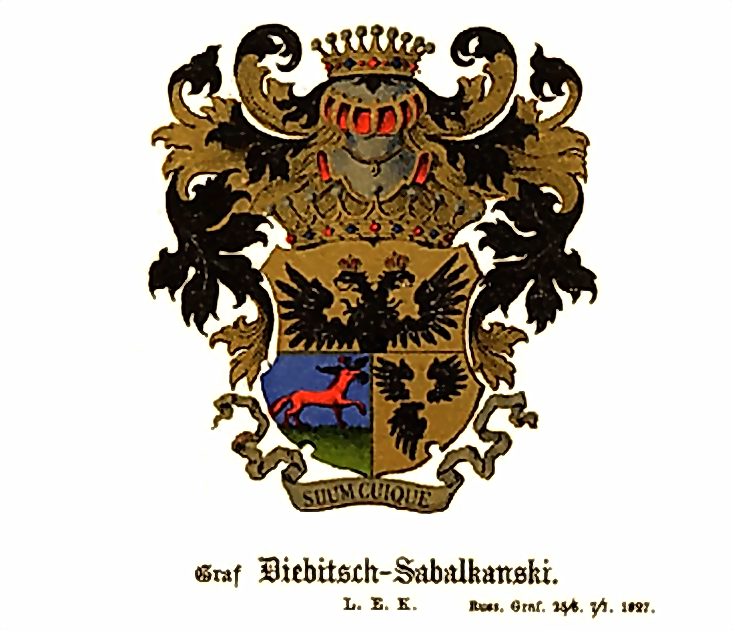
Wappen Diebitsch-Sabalkanski

Diebitsch ist der Name eines alten schlesischen Adelsgeschlechts.

## Geschichte
Das Geschlecht erscheint urkundlich erstmals am 22. November 1311 mit Johann von Dewisch. Der Familienname hatte verschiedene Schreibweisen, etwa Debycz, Debytsch und Dewitsch. 
Die Stammreihe beginnt mit Heinrich von Diebtsch, der um 1400 geboren wurde und 1435 Hofmeister des Herzogs Ludwig II. von Liegnitz war. Der Stamm teilte sich in Schlesien u. a. in die Linien Mlietsch und Nahrten bei Wohlau und Glogau, Liebenau bei Breslau, Neusorge bei Guhrau sowie Jakobskirch und Zauche bei Glogau. Neben Schlesien machten sich Angehörige später auch in Preußen, Kurland und der Mark Brandenburg ansässig. Das Gut Liebenau war schon 1480 im Besitz der Familie. Aus dieser Linie soll sich Hans von Diebitsch auf Liebenau 1529 bei der Verteidigung von Wien gegen die Türken ausgezeichnet haben.
Am 10. August 1732 wurde die böhmische Linie in den böhmischen Freiherrnstand erhoben. Aus der Linie Diebitsch-Sabalkansky wurde 1801 der russische Generalmajor Hans Ehrenfried von Diebitsch (* 1738; † 1822) bei der Kurländischen Ritterschaft immatrikuliert. Dessen Sohn Johann von Diebitsch, russischer Generaladjutant, wurde am 12. Januar 1826 in die Estländische Ritterschaft aufgenommen und am 11. August 1826 in den russischen Grafenstand als von Diebitsch-Sabalkansky erhoben. Am 22. September 1829 wurde der inzwischen zum russischen Feldmarschall beförderte auch bei der Livländischen Ritterschaft immatrikuliert.

## Wappen
Das Stammwappen (ältestes Siegel von 1433) zeigt in Gold 3 (2:1) schwarze Flügel. Auf dem Helm mit schwarz-goldenen Decken ein natürlicher Fuchs mit einem schwarzen Hahn im Rachen.

## Bekannte Familienmitglieder
- Carl von Diebitsch (1819–1869), preußischer Architekt
- Friedrich von Diebitsch (1790–1872), hannoverscher Generalmajor und Kommandant von Northeim[5]
- Hans Karl von Diebitsch-Sabalkanski (1785–1831), russischer Feldmarschall
- Karl Heinrich von Diebitsch (1865–1924), deutscher Offizier und Kommandeur eines Freikorps im Baltikum
- Oskar von Diebitsch (1823–1906), preußischer Generalmajor, Rechtsritter des Johanniterordens[5]